# Stephenia stenobea
Stephenia stenobea is een vlinder uit de familie van de Nymphalidae. De wetenschappelijke naam van deze soort is voor het eerst voorgesteld, als Acraea stenobea, door Hans Daniel Johan Wallengren in een publicatie uit 1860.

## Verspreiding
De soort komt voor in Oost-Tanzania, Angola, Zuid- en Midden-Zambia, Namibië, West-Zimbabwe, Botswana, Zuid-Afrika en Lesotho.

## Habitat
Het habitat bestaat uit droge savannes met lage (doorn-)struiken.